# Laurent Tillie
Laurent Tillie (Argel, 1 de dezembro de 1963) é um treinador de vôlei e ex-voleibolista profissional francês.

## Carreira
Laurent Tillie comanda a seleção francesa de voleibol masculino. Em 2016, nos Jogos Olímpicos de Verão no Rio de Janeiro, levou ao  9º lugar.